# Lista de competições matemáticas de Portugal
Em Portugal existem várias competições matemáticas, com diversos níveis de dificuldade.

## Nível regional
- Em muitas escolas nacionais realizam-se Problemas do Mês ou da Quinzena, por vezes com atribuição de prémios no final do ano.
- Na Região Autónoma da Madeira realiza-se o AgenteX,  um campeonato que abrange todas as escolas com 2.º e 3.º ciclo, do 5.º ao 8.º ano de escolaridade.

## Nível nacional
- Olimpíadas Portuguesas de Matemática, organizadas pela Sociedade Portuguesa de Matemática